# درخت مکزیکی
درخت مکزیکی (نام علمی: Caesalpinia mexicana) نام یک گونه از سرده گل ابریشم است.